# Twierdza Oscarsborg

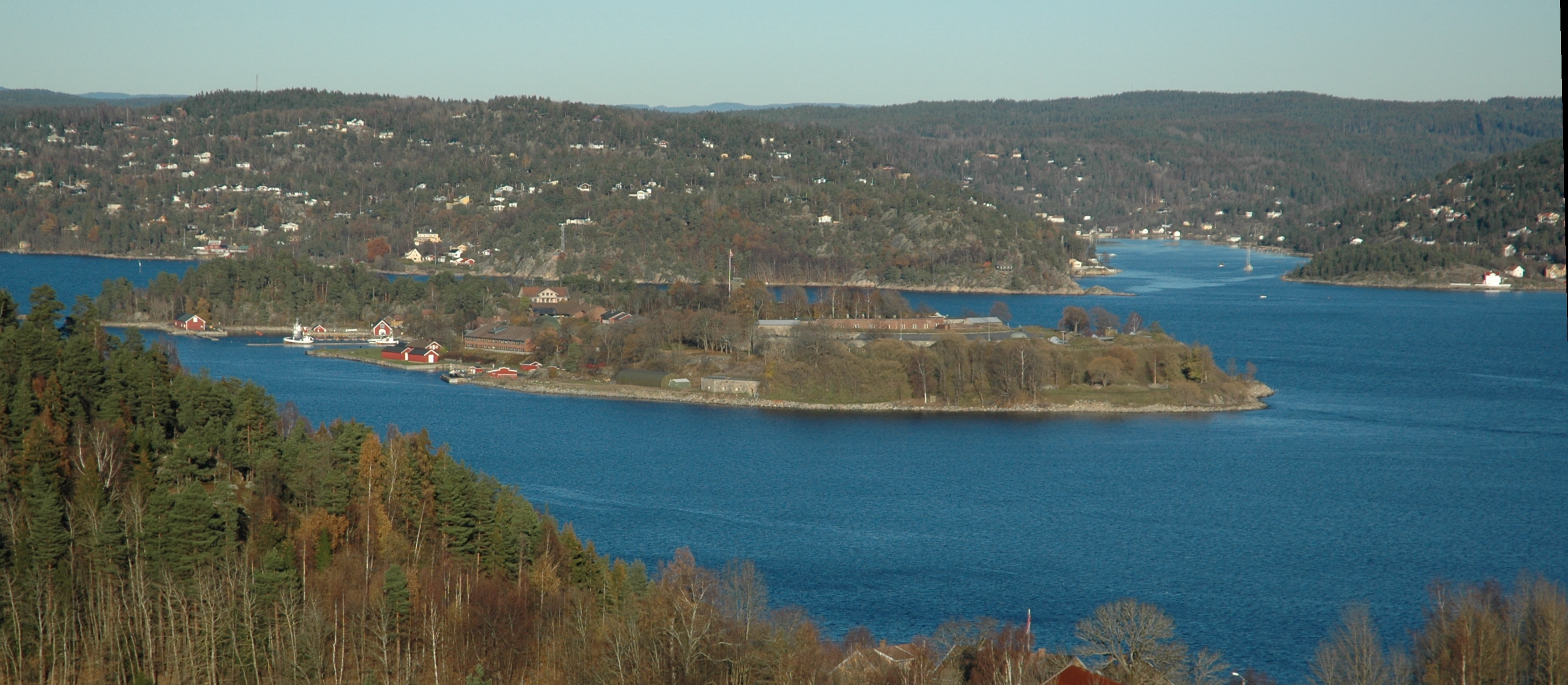
Widok na twierdzę z południowego zachodu

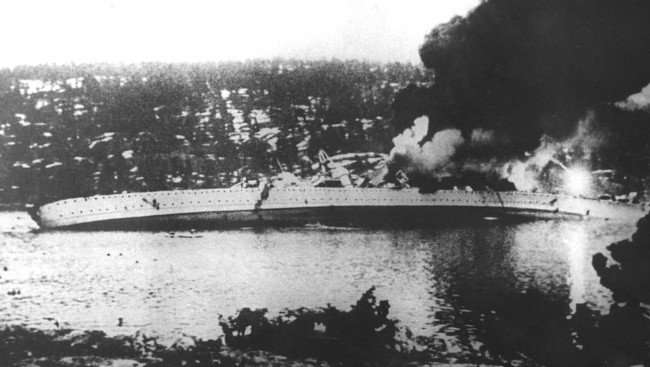
Niemiecki krążownik Blücher tuż przed zatonięciem

Oscarsborg – twierdza w Norwegii, leżąca na dwóch wyspach Kaholmen, północnej i południowej. Wybudowana w latach 1846–1856, nazwana na cześć króla Szwecji i Norwegii Oskara I, który odwiedził twierdzę 23 sierpnia 1855 roku.
Twierdza jest najbardziej znana z wydarzeń, które miały miejsce 9 kwietnia 1940 roku, kiedy załoga Oscarsborg pod dowództwem pułkownika Birgera Eriksena zatopiła niemiecki krążownik Blücher.
Od 1888 do 2002 roku w twierdzy mieściła się szkoła oficerska. Obecnie stanowi jedną z atrakcji turystycznych Drøbak. W murach dawnej szkoły mieści się muzeum, czynne cały rok. Na wyspie znajdują się restauracje, hotel oraz SPA. Na wyspę można dopłynąć promem, który kursuje kilkanaście razy dziennie z Drøbak.